# Шпедт, Евгений Робертович
Евге́ний Ро́бертович Шпедт (26 января 1986, Новосибирск, СССР) — российский футболист, защитник.

## Карьера
Воспитанник новосибирского футбола. Играл на молодёжном и взрослом уровне за местный клуб «Чкаловец-Олимпик», выступавший сначала во Втором дивизионе, затем в ЛФЛ. В первенстве России среди юношей 1986 года рождения, проходившим летом 2003 года в Новосибирске, «Чкаловец-Олимпик» занял итоговое второе место, уступив в финале «Торпедо-Металлургу» со счётом 2:4, Шпедта признали лучшим защитником турнира. Не раз привлекался под знамёна юношеской сборной России, был капитаном юношеской сборной.
Перед началом сезона 2005 года перешёл в московский «Спартак», где провёл последующие три сезона, играя преимущественно за дубль. За основной состав «Спартака» провёл всего две игры. Дебютировал в основном составе «Спартака» 13 июля 2005 года в гостевом кубковом матче против клуба «Океан» (Находка), провёл на поле весь матч, «Спартак» победил 2:1. Второй раз вышел на поле 19 августа 2006 года в матче 16-го тура чемпионата России против команды «Луч-Энергия» во Владивостоке, сыграл весь матч и получил жёлтую карточку; благодаря этому выходу на поле получил серебряную медаль того сезона. За дубль «Спартака» в 2005—2007 годах Шпедт провёл 74 матча, забил в них 6 голов, будучи одним из ведущих защитников и несколько раз выводив свою команду на поле с капитанской повязкой; тем не менее, закрепиться в основе «Спартака» ему так и не удалось.
Сезон 2008 года Шпедт провёл в клубе Первого дивизиона «КАМАЗ», на поле выходил нерегулярно (11 матчей в лиге).
С 2009 по 2010 год выступал на правах аренды за «Нижний Новгород» в Первом дивизионе, являясь игроком основного состава. Первый гол за «Нижний Новгород» забил в 1/32 финала Кубка России 2009/10 в ворота клуба «Сатурн-2».
В 2011 году перешёл в «Химки». Первый гол забил 30 мая в выездном матче с «Аланией».
4 февраля 2012 года подписал контракт с новороссийским «Черноморцем».

## Достижения
- Серебряный призёр чемпионата России: 2006
- Финалист Кубка России: 2005/06